# Візенфельд (Айхсфельд)
Візенфельд (нім. Wiesenfeld) — громада в Німеччині, розташована в землі Тюрингія. Входить до складу району Айхсфельд. Складова частина об'єднання громад Ерсгаузен/Гайсмар.
Площа — 7,61 км2. Населення становить 228 ос. (станом на 31 грудня 2021).

## Галерея

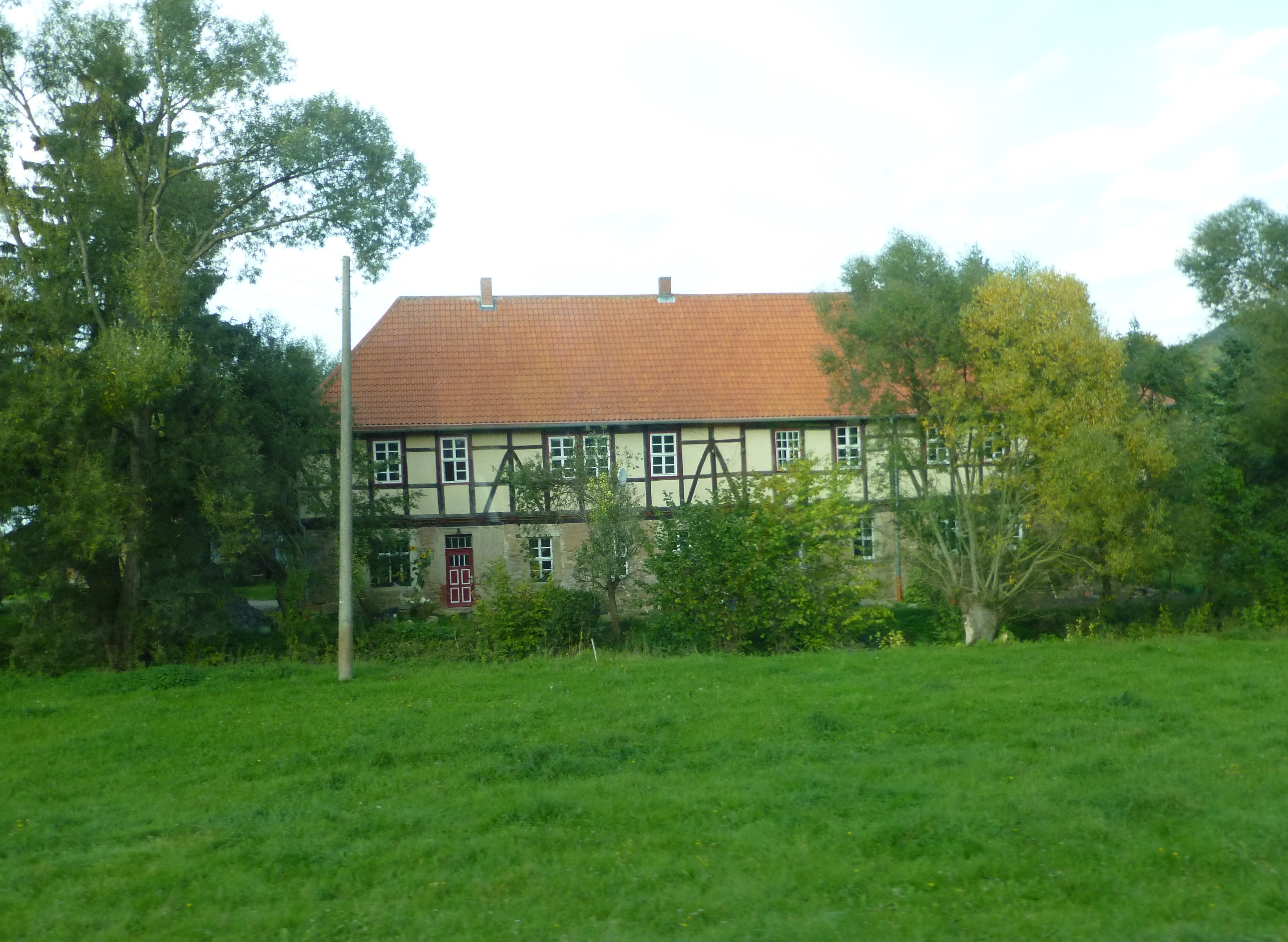